# Жерар Дезарг
Жерар Дезарг (фр. Gérard Desargues; 1591–1661) — французький геометр.

## Життєпис
Народився в місті Ліон в аристократичній родині. Почав кар'єру службою в лавах армії. При облозі Ла-Рошелі познайомився і подружився з Декартом. Залишивши службу, оселився в Парижі, де ввійшов у гурток Шатеро-Лефевра, у якому зустрічав Гассенді, Бульо, Роберваля, Паскаля та інших математиків того часу.
Отримав популярність трактатом про конічні перетини. Вважається одним із засновників проєктивної геометрії.
Приятелював із гравером Абрахамом Боссом, котрий переводив у візуальні образи деякі ідеї приятеля-математика.
Військовий фортифікатор і офіцер Жерар Дезарг після відставки заснував у Парижі приватну школу, де викладали теорію будівництва і математику для будівничих, ремісників, майстрів з виготовлення інструментів. Серед відвідувачів школи був і Абрахам Босс, що вивчав математику і її використання в побудові перспективи.

## Вибрані твори
По собі залишив такі твори:

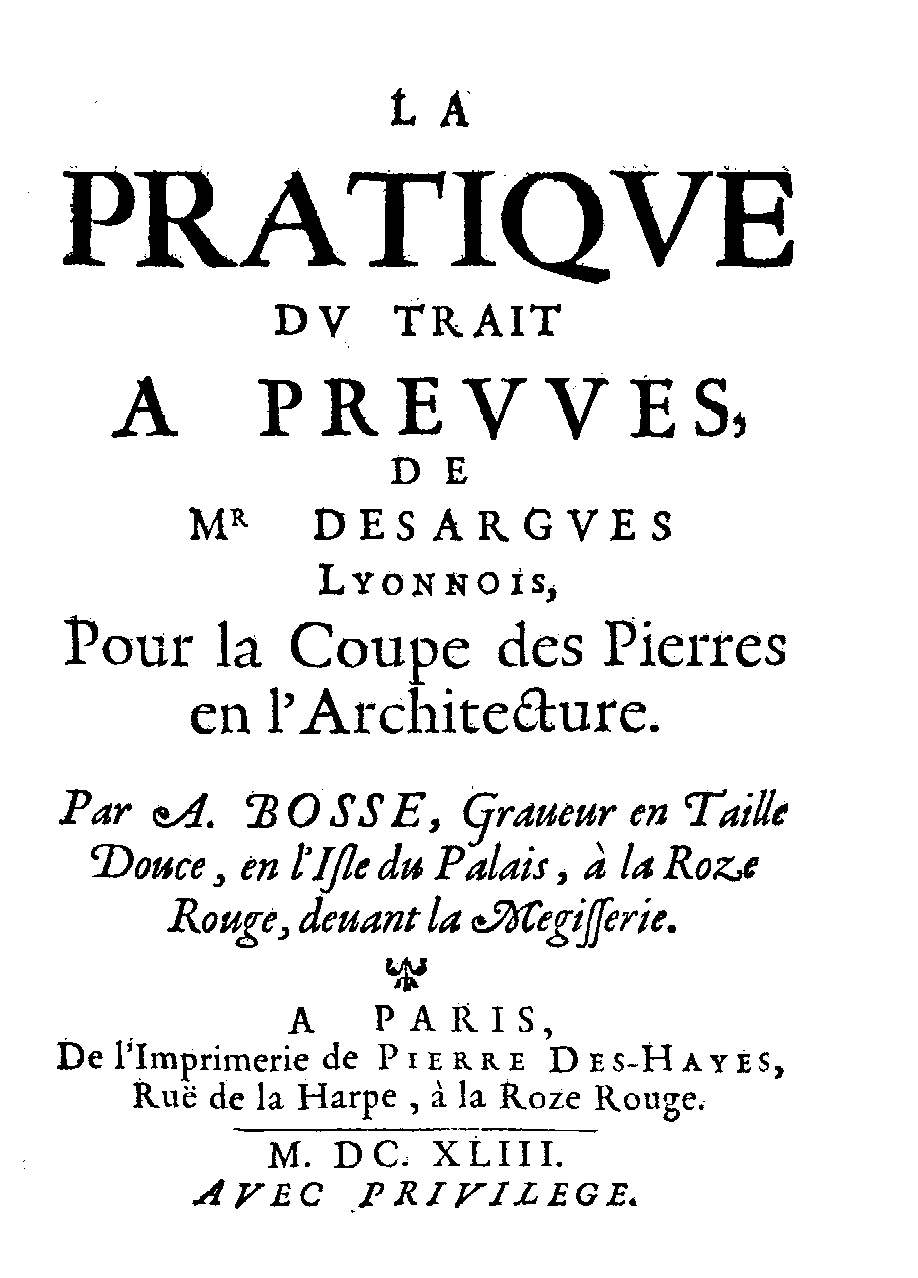
Pratique du trait a preuves (1643)

- «Traité de la perspective» (1636);
- «Traité des sections coniques» (1639);
- «Ouvrages rédigés par Bosse»,
- «La manière universelle pour poser l'essieu»,
- «La pratique du trait à preuve pour la coupe des pierres»;
- «La manière DE Graver EN Taille Douce ET à l'Eau FORTE»;
- «La manière universelle pour pratiquer la perspective».

## Увічнення пам'яті
Місячний кратер Дезарг названий на честь вченого-математика.